# AMS-IX

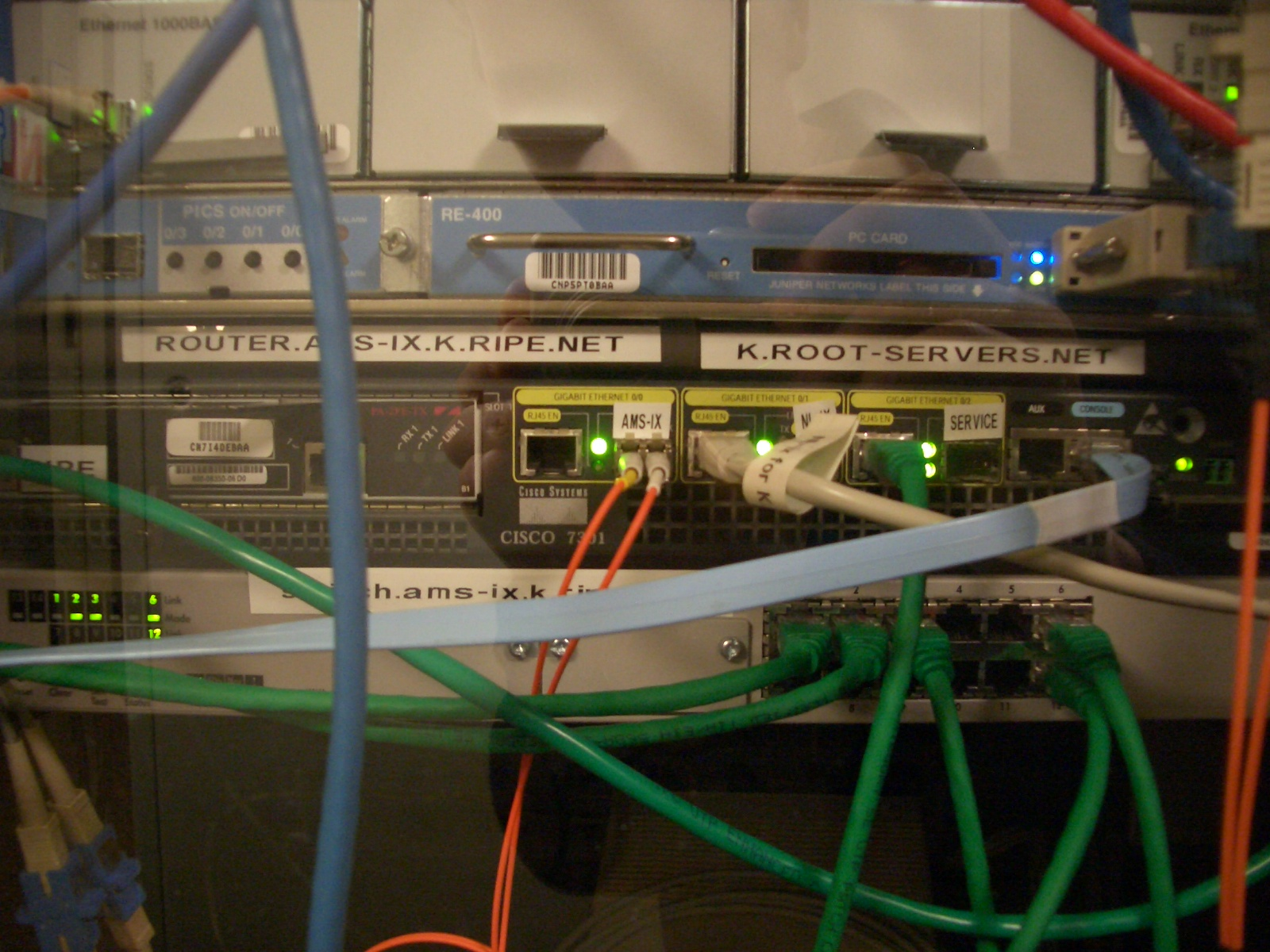
Mirror des K-Root-Servers im AMS-IX aus Anfang der 2000er Jahre

Amsterdam Internet Exchange (AMS-IX) ist ein nichtkommerzieller Internet-Knoten in Amsterdam. Seit 2000 wird der schon seit den Anfängen der 1990er Jahre bestehende Knoten von der Firma AMS-IX B.V. betrieben, die zuvor schon seit Dezember 1997 unter dem Namen AMS-IX Association existierte. Bis 1994 wurde der Knoten ausschließlich von lokalen akademischen Einrichtungen genutzt. Mit der Anbindung des CERN im Februar 1994 und der Öffnung des Knotens für private ISPs wurde der Name AMS-IX eingeführt.

## Verfügbare Schnittstellen
Im AMS-IX wird Ethernet benutzt. Mitglieder haben die Wahl zwischen Gigabit-Ethernet, 10-Gigabit-Ethernet und 100-Gigabit-Ethernet. Nach eigenen Angaben war AMS-IX der erste Internet-Knoten, an dem den Mitgliedern 10-Gigabit-Ethernet zur Verfügung stand. Es gibt die Möglichkeit, durch Parallelschaltung mehrerer Ports entsprechende Vielfache dieser Datenraten zu erhalten.

## Netzwerk
AMS-IX besteht aus mehreren, über den Großraum Amsterdam verteilte Rechenzentren. Die ursprünglichen Standorte waren SARA (Watergraafsmeer) und NIKHEF (Watergraafsmeer). Mit Stand Mitte 2025 umfasst der AMS-IX folgende fünf Rechenzentren:
| Rechenzentrum                   | Betreiber     |
| ------------------------------- | ------------- |
| NIKHEF Amsterdam                | Nikhef        |
| euNetworks Datacenter Amsterdam | euNetworks    |
| Equinix AM1                     | Equinix       |
| Global Switch Amsterdam West    | Global Switch |
| Equinix AM7                     | Equinix       |

Netzwerktopologisch ist das AMS-IX sternförmig aufgebaut, jedoch mit redundanten zentralen Coreswitchen.

## Datendurchsatz und Mitglieder
Der AMS-IX wurde im Jahr 2003 der Internet-Knoten mit den meisten Mitgliedern (damals 178, derzeit 617 (Stand: September 2013)) und von 2005 bis zum September 2008 der Knoten mit dem höchsten Datendurchsatz weltweit. Heute (Stand September 2013) ist er der Internet-Knoten mit dem zweithöchsten Datenaufkommen und der größte nicht kommerzielle Internet-Knoten weltweit.
| Datendurchsatz zu Spitzenzeiten | Datum          |
| ------------------------------- | -------------- |
| 12 GBit/s                       | Dezember 2002  |
| 21 GBit/s                       | Dezember 2003  |
| 48 GBit/s                       | Dezember 2004  |
| 120 GBit/s                      | Dezember 2005  |
| 207 GBit/s                      | November 2006  |
| 320 GBit/s                      | September 2007 |
| 440 GBit/s                      | September 2008 |
| 610 GBit/s                      | April 2009     |
| 920 GBit/s                      | Januar 2010    |
| 1 TBit/s                        | September 2010 |
| 1,45 TBit/s                     | November 2011  |
| 1,5 TBit/s                      | März 2012      |
| 2,0 TBit/s                      | November 2012  |
| 4,0 TBit/s                      | September 2015 |
| 8,0 TBit/s                      | April 2020     |
| 12,0 TBit/s                     | Januar 2024    |

Auf der Webseite wird eine Statistik angeboten, die zum einen den Durchsatz im Tagesverlauf anzeigt, und zum anderen einen Graphen, der den Jahresverlauf zeigt. Der Durchsatz im Verlauf des Tages wird dabei jede 5 Minuten aktualisiert.
Am 14. September 2010 erreichte das Netzwerk erstmals die Marke von 1 TBit/s. Fünf Jahre später, am 16. September 2015, wurde diese Spitzenmarke vervierfacht, also 4 TBit/s durch das Netzwerk geleitet. Innerhalb von fünf Jahren, im April 2020, konnte der Spitzendurchsatz auf 8 TBit/s verdoppelt werden.